# Jubelan
Jubelan is een bestuurslaag in het regentschap Semarang van de provincie Midden-Java, Indonesië. Jubelan telt 3028 inwoners (volkstelling 2010).